# Digitaria monobotrys
Digitaria monobotrys är en gräsart som först beskrevs av Van der Veken, och fick sitt nu gällande namn av Clayton. Digitaria monobotrys ingår i släktet fingerhirser, och familjen gräs. Inga underarter finns listade i Catalogue of Life.